# Seehund osztályú tengeralattjáró
A Seehund (fóka), az XXVII. típus volt, egy mini tengeralattjáró, amelyet a Harmadik Birodalomban gyártottak a második világháború alatt. 
1944-ben tervezték és két ember üzemeltette, a Seehund típus, a háború záró hónapjaiban kilenc kereskedelmi hajót süllyesztett el és további hármat károsított, miközben a Kriegsmarine 35 db Seehundot veszített el, amely elsősorban a rossz időjárásnak tulajdonítható. A Francia Haditengerészet négy elfogott tengeralattjárót használt a háború után 1953-ig.

## Típusváltozatok

### XXVIIA (Hecht)
Nem dízel-elektromos meghajtással rendelkezett, ehelyett kizárólag az elektromos energiára támaszkodott egy 8,9 kW teljesítményű AEG motor formájában, azon az alapon, hogy mivel szinte csak a víz alatt működik, nincs szüksége dízelmotorra. Ennek eredményeként 69 tengeri mérföld lett a hatótávolsága (128 km) ami nagyon alacsony, 4 csomós sebességnél (7,4 km/h). A Hecht nem volt felszerelve ballaszttartállyal. Egy megmentett Seehund tengeralattjáró belseje, Drezdában, a Bundeswehr Hadtörténeti Múzeumban található. Annak ellenére, hogy a Hechtet két torpedó szállítására tervezték, Karl Dönitz ragaszkodott csak egy torpedó szállításához. Külsőleg a Hecht, a brit Welman tengeralattjáróra hasonlított. Mögötte volt a vezérlőszoba, melyben a két fő ülései voltak egymás mögött, a mérnök elöl, a parancsnok mögötte. 1944. január 18-án Dönitz megvitatta az új típust Adolf Hitlerrel, aki egyetértését fejezte ki, és március 9-én szerződéseket kötöttek a kieli Germaniawerfttel egy prototípus gyártására, majd március 28-án újabb 52 tengeralattjáró gyártását rendelte el. Az 53 Hechtet 1944 májusa és augusztusa között építették meg.

### XXVIIBE
Mivel a megrendeléseket leadták, a Hechtek építés alatt álltak. A XXVIIB típus két G7e torpedót szállított és dízel-elektromos meghajtással rendelkezett. A prototípust 1944 júniusa végén gyártották le, és a Hechtre emlékeztetett, de jobb külső páncélzattal. 
Egy 16 kW teljesítményű dízelmotort szereltek bele, és becslések szerint ezzel, 5,5 csomóval (10,2 km/h) haladhatott a felszínen. A víz alá merülve 19 kW teljesítményű elektromos motort használt és ezzel 6,9 csomó (12,8 km/h) lett a sebessége.

## Gyártása

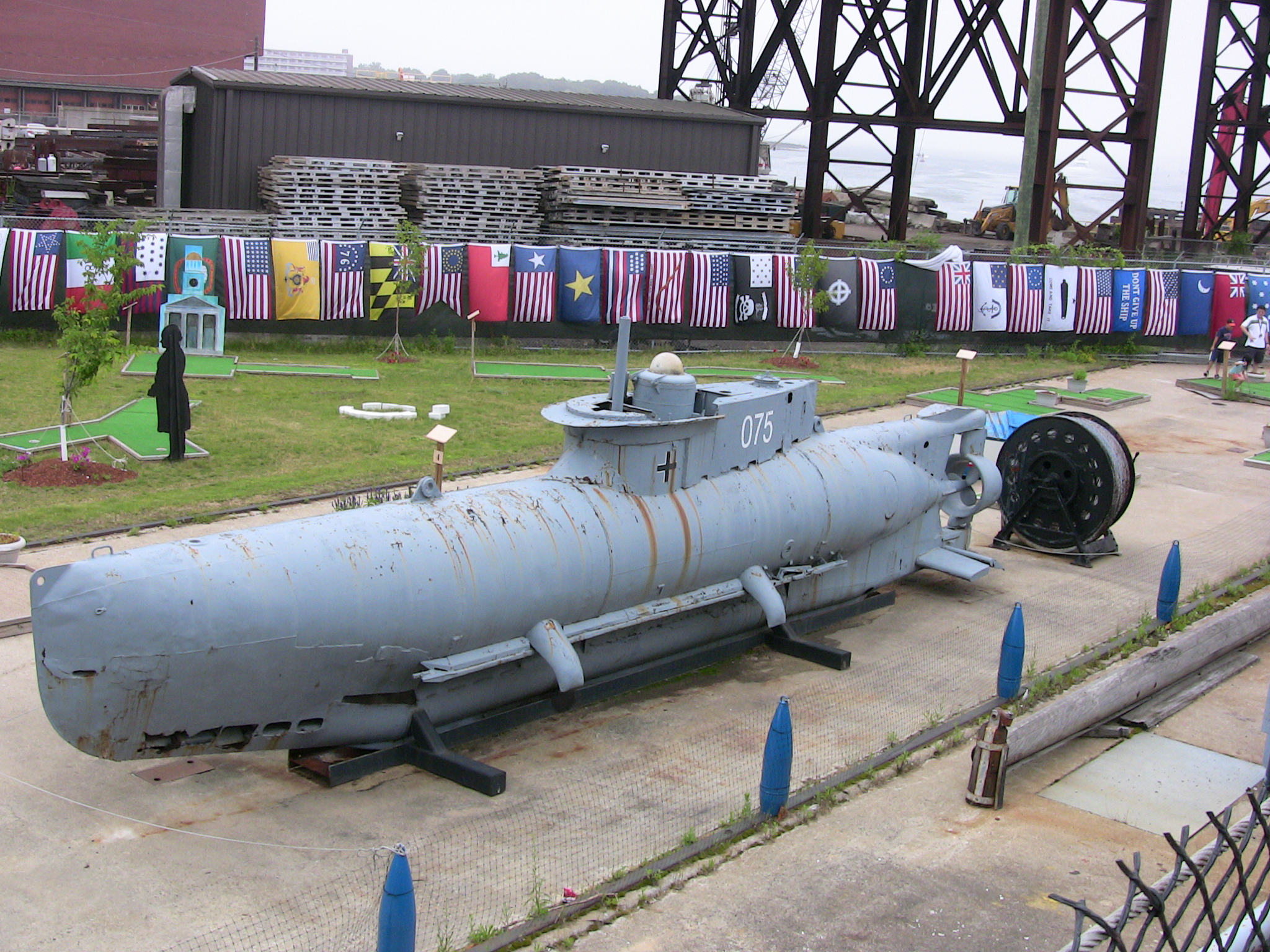
Seehund tengeralattáró a United States Naval Shipbuilding Museum-ban

Az első Seehund-építési szerződést 1944. július 30-án írták alá. A tengeralattjárók iránti lelkesedés annyira nagy volt, hogy a megrendelési szerződések nagy részét még a tervezés befejezése előtt aláírták. Összesen 1000 Seehundot  rendeltek, a Germaniawerft és a Schichau-Werke havonta 25, illetve 45 hajót épített.
A Seehund gyártásában részt vevő további cégek a CRD-Monfalcone az Adriai-tengeren és a Klöckner-Humboldt-Deutz Ulmban. Dönitz azonban nem járult hozzá ahhoz, hogy a XXVIIA típus gyártását felfüggesszék, miközben a nyersanyag-, munka- és szállítási problémák, valamint a német gazdaság ellentmondásos prioritásai együttesen csökkentették a Seehundok gyártását. Végül a Seehund termelést a Germaniawerft Kielben végezte egy olyan létesítményben, amelyre már nem volt szükség a XXI vagy a XXIII típusok termeléséhez. Összesen 285 Seehundot építettek.

## Fordítás
Ez a szócikk részben vagy egészben  a   Seehund című angol Wikipédia-szócikk fordításán alapul.  Az eredeti cikk szerkesztőit annak laptörténete sorolja fel. Ez a jelzés csupán a megfogalmazás eredetét és a szerzői jogokat jelzi, nem szolgál a cikkben szereplő információk forrásmegjelöléseként.

## Ajánlott irodalom
- Blocksdorf, Helmut. Hitler's Secret Commandos: Operations of the K-Verband. Great Britain: Pen & Sword Books (2008). ISBN 1-84115-783-X